# Westbury (Buckinghamshire)
Westbury è un villaggio e parrocchia civile dell'Inghilterra, appartenente alla contea del Buckinghamshire.